# Hase
Hase su naseljeno mjesto u sastavu Grada Bijeljine, Republika Srpska, BiH.

## Stanovništvo
| Hase               |              |
| godina popisa      | 1991.        |
| Srbi               | 333 (97,65%) |
| Muslimani          | 0            |
| Hrvati             | 3 (0,87%)    |
| Jugoslaveni        | 4 (1,17%)    |
| ostali i nepoznato | 1 (0,29%)    |
| ukupno             | 341          |